# Arhavi
Arhavi là một huyện thuộc tỉnh Artvin, Thổ Nhĩ Kỳ. Huyện có diện tích 299 km² và dân số thời điểm năm 2007 là 19136 người, mật độ 64 người/km².